# Hayflickova meja
Hayflickova meja, tudi Hayflickova limita ali Hayflickov pojav, je omejitev števila delitev živalskih celic, po dosegu katere celična linija propade. Domnevno se to zgodi, ker so na koncih kromosomov posebna zaporedja, imenovana telomere, ki se pri vsaki podvojitvi skrajšajo. Ko nazadnje izginejo, je to signal za sprožitev procesa apoptoze oz. programirane celične smrti. Z drugimi besedami gre za replikativno senescenco celic. Natančna vrednost omejitve – število delitev, po katerem se sproži celična smrt – se razlikuje med vrstami: pri človeku znaša okrog 50, pri malih sesalcih pa je lahko bistveno nižja (pri miših na primer okrog 15).
Pojav ima ime po ameriškem anatomu in mikrobiologu Leonardu Hayflicku, ki ga je opisal v znanstvenem članku leta 1961. Delal je poskuse s celicami človeških zarodkov in na več načinov dokazal, da se delitev celic v kulturi po vnaprej določenem številu ustavi, kultura pa propade. Do tega odkritja je v biologiji vladalo trdno prepričanje, da so izolirane celične linije nesmrtne. To prepričanje je izviralo iz dela francoskega kirurga in nobelovca Alexisa Carrela, ki je poročal, da sta s sodelavcem 34 let gojila celično linijo piščančjih fibroblastov v celični kulturi. Na podlagi tega je članek, ki ga je Hayflick poslal za objavo v reviji Journal of Experimental Medicine, zavrnil tedanji urednik Francis Peyton Rous. Odkritje Hayflickove meje je bilo naposled objavljeno v drugi reviji. Tudi drugim raziskovalcem ni uspelo ponoviti Carrelovih poskusov in sčasoma je Hayflickovo odkritje obveljalo. Sam izraz »Hayflickova meja« (angleško Hayflick limit) je prvič uporabil virolog in nobelovec Frank Macfarlane Burnet v svoji knjigi leta 1974. Kasneje so drugi raziskovalci neposredno potrdili krajšanje telomer v različnih celicah.
Povezava dejstva, da ima organizem omejeno število celičnih delitev, z njegovo maksimalno življenjsko dobo je samoumevna, a v resnici ne povsem neposredna. Tudi ljudje, starejši od 90 let, imajo fibroblaste, ki so se sposobni deliti še 25-30x, poleg tega pa dolžina telomer ni nujno sorazmerna s pričakovano življenjsko dobo pri vseh živalskih vrstah. Po drugi strani se vse celice ne delijo enako hitro, zato je lahko kljub temu del celic, ki so že dosegle mejo delitev, dovolj za odpovedovanje funkcij tkiv, ki je značilno za staranje. Druga privlačna hipoteza razlaga Hayflickovo mejo kot varovalni mehanizem pred rakavimi spremembami. Če gre za lastnost, ki je v celice »vprogramirana«, je po tej hipotezi njen namen ustaviti celično linijo, ki se je začela nekontrolirano deliti. Vendar obstaja tu več bistvenih pomislekov: dlje živeči organizmi so bolj nagnjeni k raku v kasnejšem delu življenja, a imajo njihove celice tudi višjo Hayflickovo mejo. Tudi sicer je v praksi meja previsoka za preprečitev škode, ki jo lahko povzroči tumor. Nenazadnje pa lahko rakave celice mutirajo na tak način, da postanejo nesmrtne. Mehanizem te spremembe je aktivacija encima telomeraza, ki na novo sintetizira in podaljšuje zaporedja telomer ter na ta način viša Hayflickovo mejo v nedogled. To odkritje omogoča razvoj metod za zdravljenje raka z inhibicijo telomeraze, razlog za obstoj same Hayflickove meje pa zaenkrat ostaja neznanka.